# Paracocculina cervae
Paracocculina cervae is een slakkensoort uit de familie van de Cocculinidae. De wetenschappelijke naam van de soort is voor het eerst geldig gepubliceerd in 1948 door Fleming.